# Wilkes-Barre (Schiff)
Die USS Wilkes-Barre (CL-103) war ein leichter Kreuzer der Cleveland-Klasse der United States Navy. Das nach der Stadt Wilkes-Barre in Pennsylvania benannte Schiff stand von 1944 bis 1947 in Dienst bei der US-Marine, nach seiner Außerdienststellung wurde es 1972 vor den Florida Keys bei Tests versenkt und ist heute ein künstliches Riff.

## Technik
Für weitere Informationen zu Technik siehe Cleveland-Klasse

### Allgemeines
Die Wilkes-Barre gehörte zur zweiten, modifizierten Bauserie der Cleveland-Klasse. Sie war 186,0 Meter lang (Länge über Alles), maximal 20,2 Meter breit und hatte bei 7,5 Metern Tiefgang eine maximale Einsatzverdrängung von 11.744 Tonnen. Die maximale Stärke der Panzerung lag bei 165 mm am Kommandoturm sowie 127 bei vertikalen und 76 mm bei der horizontalen Panzerung. Der Antrieb des Kreuzers erfolgte über vier Propeller, die von vier Getriebeturbinen mit 100.000 PS Gesamtleistung angetrieben wurden. Die Höchstgeschwindigkeit lag bei 32,5 Knoten, die maximale Reichweite bei 15 Knoten betrug 11.000 Seemeilen.

### Bewaffnung
Die Hauptbewaffnung der Wilkes-Barre bestand aus zwölf 152-mm-Geschützen, Kaliberlänge 47, die in vier Drillingstürmen untergebracht waren.
Der Kreuzer wurde noch mit der „frühen“ Luftabwehrausstattung der leichten Flak für die zweite Bauserie der Cleveland-Klasse (Vincennes-Gruppe), 20 × 40 mm Bofors (vier Vierlinge, zwei Zwillinge mittschiffs) und 18 × 20 mm Oerlikon (Einzellafetten), fertiggestellt. In dieser Ausrüstung fanden die Werfttests (Inklination) statt. Bei Ablieferung an die U.S. Navy war jedoch die typische spätere Ausstattung vorhanden, in der die je zwei Oerlikon in jedem Quadranten auf dem Oberdeck seitlich der überhöhten 6-Zoll-Türme gegen je einen 40-mm-Zwilling ausgetauscht waren. Die Kriegsausstattung war damit 28 × 40 mm und 10 × 20 mm. Sie blieb unverändert bis 1945. Nach dem Krieg wurden die 40-mm-Zwillinge mittschiffs in Schwalbennester am Heck versetzt, wo die dort vorher vorhandenen 20-mm-Einzelflak entfielen (eine auf Schwesterschiffen auch bereits im Krieg übliche Anordnung). Überhaupt wurden sämtliche 20-mm-Einzelflak entfernt, auch die acht weiteren Geschütze. Die Bugstände blieben leer, die Stände jenseits der Brücke auf dem 01-Deck wurden durch Salutgeschütze besetzt, und die vier Positionen um die achteren Aufbauten erhielten 20-mm-Zwillinge. Die endgültige Flakbewaffnung waren mithin 28 × 40 mm und 8 × 20 mm.

### Radar
Die Wilkes-Barre führte die für Schiffe dieser Klasse ab 1944 typische Radarausstattung: SK auf dem Vormast zur Luftsuche, zwei SG zur Seesuche, zwei Mk.8 Feuerleitradare für die 6-Zoll-Artillerie und zwei Mk.12/22-Kombinationen für die Feuerleitgeräte der 5-Zoll-Geschütze. Diese Ausstattung blieb bis nach dem Krieg unverändert. Erst 1947 – praktisch bei Deaktivierung – wurde SK gegen SK-2 zur Luftsuche ausgetauscht und der Höhenfinder SP auf dem Hauptmast ergänzt, ebenso wie eine TACAN-Anlage. Die seit 1945 vorhandene ECM-Ausrüstung wurde erweitert.

### Tarnung
Bei Indienststellung war die Wilkes-Barre mit einem dazzle-Schema nach Measure 32 Design 24D getarnt (Seitenflächen zweifarbig dull black/light gray, Deck zweifarbig deck blue/ocean gray). Das gleiche Tarndesign wurde von zahlreichen Schwesterschiffen geführt, allerdings meist in den helleren Farben des Measure 33 (so Astoria, Atlanta, Springfield und Topeka), nur bei der Pasadena wurde wie bei der Wilkes-Barre Measure 32 verwendet. Ab 1945 war der Kreuzer einfarbig navy blue gestrichen (Measure 21) und blieb es bis lange nach Kriegsende.

## Geschichte

### Bau und Indienststellung

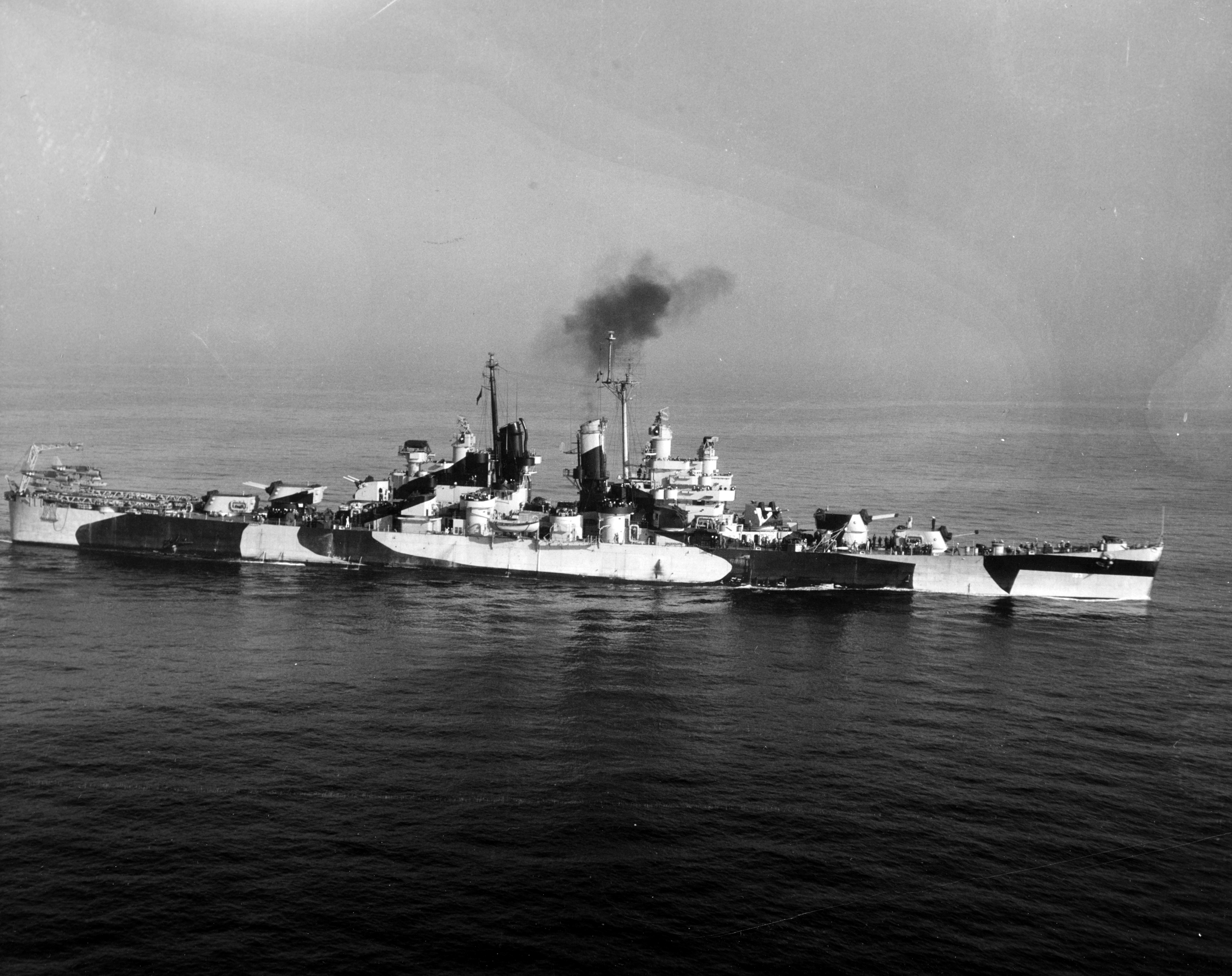
Die Wilkes-Barre wenige Tage nach Indienststellung

Die Wilkes-Barre wurde am 14. Dezember 1942 bei New York Shipbuilding in Camden, New Jersey auf Kiel gelegt. Die Schiffstaufe durch Mrs. Grace Shoemaker Miner, die Ehefrau eines Arztes aus Wilkes-Barre, sowie der Stapellauf fanden am 24. Dezember 1943 statt. Nach weiteren Ausrüstungsarbeiten wurde der Kreuzer am 1. Juli 1944 im Philadelphia Navy Yard unter dem Kommando von Captain Robert L. Porter, Jr. in Dienst gestellt.
Die erste Übungsfahrt führte den Kreuzer in die Chesapeake Bay und in die Karibik nach Trinidad. Nach Abschluss der „shakedown cruise“ ging die Wilkes-Barre für kleinere Arbeiten noch einmal in Philadelphia ins Dock. Am 23. Oktober verließ sie die Werft in Richtung Panamakanal, der am 27. Oktober durchquert wurde. Nach der Ankunft in San Diego wurden Munition und Treibstoff gebunkert, nach einer scharfen Geschützübung auf San Clemente Island lief der Kreuzer am 10. November in Richtung Hawaii aus, wo er eine Woche später eintraf. Vor Oʻahu nahm die Wilkes-Barre vom 19. bis zum 24. November und am 2. und 3. Dezember an zwei Übungen teil, bevor sie Hawaii am 14. Dezember in Richtung der Karolinen verließ. Im Ulithi-Atoll angekommen, wurde sie der Cruiser Division zugeteilt, die die Task Force 38 unter dem Kommando von Admiral John S. McCain senior unterstützen sollte.

### Formosa und Iwo Jima
Am 30. Dezember verließ der Verband das Atoll und lief nach Nordwesten. Die Flugzeuge der Task Force griffen japanische Stellungen auf Formosa und den Ryūkyū-Inseln an, später unterstützten sie die landenden Truppen auf Luzon. Nach einer zweiten Angriffswelle auf Formosa am 9. Januar lief der Verband in das Südchinesische Meer, um eine Bedrohung der Landungen am Golf von Lingayen zu unterbinden. Am 12. Januar wurde die Wilkes-Barre zusammen mit ihren Schwesterschiffen als Task Group 42.5 von der Fast Carrier Task Force abberufen, um eine japanische Bedrohung der Cam Ranh Bay zu kontern. Aufklärungsflugzeuge konnten die gemeldeten japanischen Schiffe aber nicht finden, so dass die Kreuzer am 17. Januar zur Task Force 38 zurückkehrten. Auf dem Rückweg zur Task Force mussten die Kreuzer einem schweren Tropensturm trotzen, der am 13. und 14. Januar im Seegebiet wütete. Am 15. und 16. Januar griffen die Flugzeuge der Task Force 38 Hainan und Hongkong an, am 21. und 22. Januar war wieder Formosa das Ziel der Luftangriffe. Während des Einsatzes wurden die US-Flugzeugträger Langley und Ticonderoga beschädigt. Am 26. Januar lief der Verband wieder im Ulithi-Atoll ein. Die Fast Carrier Task Force wurde dort der 5. US-Flotte unterstellt, neuer Kommandant des Verbandes wurde Marc A. Mitscher. Die Wilkes-Barres lief als Teil der Task Group 58.3 unter dem Kommando von Admiral Frederick C. Sherman zum japanischen Kernland, wo am 16. Februar die Luftangriffe auf Honshu und Tokyo begannen. Nach zwei Tagen Luftangriffen auf die japanischen Hauptinseln dreht der Verband nach Süden ab, um die amerikanische Landung auf Iwo Jima zu decken. Am 21. Februar begann die Wilkes-Barre mit dem Beschuss von Küstenzielen, um den Vormarsch der US-Marines zu unterstützen. Am 23. Februar lief der Kreuzer mit seinem Verband wieder nach Norden, um am 25. Februar erneut Tokyo und am 1. März Okinawa anzugreifen. Nach einem Tankstopp im Ulithi-Atoll vom 5. bis zum 14. März lief die Task Force wieder nach Norden, um das japanische Kernland anzugreifen. Am 19. März wurde der Träger Franklin schwer getroffen und musste abgeschleppt werden, die Wilkes-Barre sicherte mit den anderen Schiffen der Task Force das schwer angeschlagene Schiff gegen weitere japanische Angriffe.

### Okinawa

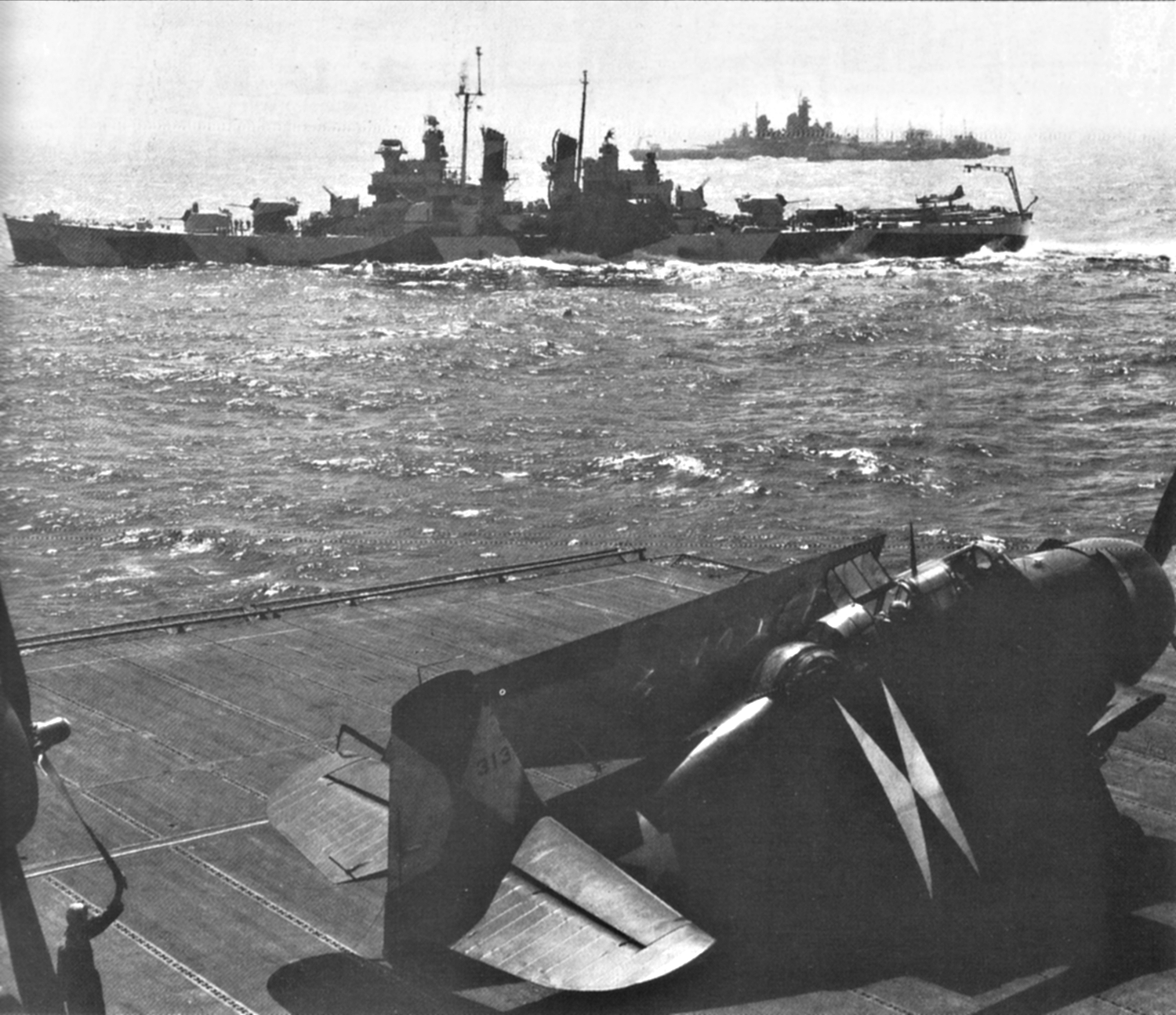
Die Wilkes-Barre vor Okinawa, fotografiert von Bord der Essex

Am 23. und 24. März griffen die Trägerflugzeuge des Verbands erneut Okinawa an, am 27. März beschoss die Wilkes-Barre mit den anderen Kreuzern der Cruiser Division 17 Ziele auf den Daitō-Inseln. Am 29. März fanden erneut Angriffe auf das japanische Kernland statt, der Kreuzer sicherte die Träger der Task Force gegen Luftangriffe. Am 1. April begann die Landung der Amerikaner auf Okinawa, die Wilkes-Barre gehörte wiederum zur Sicherung der Task Force 58. Am 11. April wehrten die Begleitschiffe des Verbands einen größeren japanischen Luftangriff ab, die Wilkes-Barre schoss drei Zeke-Jäger und einen Aichi-Val-Sturzkampfbomber ab. Der Verband bewegte sich nach Norden, um die Flugfelder anzugreifen, die als Ausgangspunkt für die Angriffe auf die amerikanischen Schiffe vor Okinawa dienten. Zwei weitere japanische Flugzeuge wurden dabei vom Kreuzer abgeschossen. Die ersten eineinhalb Wochen im Mai 1945 verblieb der Verband vor Okinawa, um die vorrückenden Truppen zu unterstützen. Am 10. Mai wurden die Cruiser Division 17 und die begleitenden Zerstörer zu einem erneuten Beschuss der Daitō-Inseln abkommandiert.

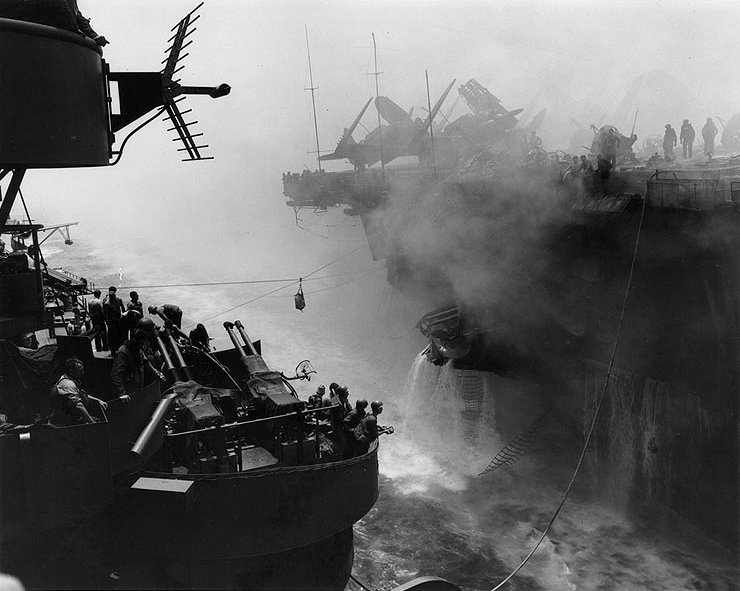
Die Wilkes-Barre liegt längs der schwer getroffenen Bunker Hill, um Verwundete zu übernehmen

Der US-Flugzeugträger Bunker Hill wurde am Morgen des 11. Mai von einem Kamikaze-Flugzeug getroffen, die Wilkes-Barre eilte herbei, um die Löscharbeiten auf dem brennenden Träger zu unterstützen und um Verwundete zu übernehmen. Die Verwundeten wurden an das Lazarettschiff Bountiful übergeben, zwölf Seeleute der Bunker Hill, die ihren schweren Verletzungen an Bord des Kreuzers erlagen, wurden am 12. Mai auf See bestattet. In den folgenden Tagen wurden die Schiffe immer wieder von japanischen Flugzeugen angegriffen, Splitter der Luftabwehrgranaten verletzten an Bord der Wilkes-Barre am 14. Mai neun Besatzungsmitglieder auf der Brücke. Am 29. Mai übernahm John S. McCain wieder das Kommando über die Task Force, der Kreuzer verließ den Verband in Richtung der Philippinen, um dringend notwendige Reparaturen durchzuführen. Bis zum 23. Juni verblieb er in der Region, dann schloss er sich wieder der Task Force 38 an, die am 10. Juli mit Luftangriffen auf die japanischen Hauptinseln begann. Diese dauerten bis zur Japanischen Kapitulation am 15. August an, lediglich unterbrochen durch schlechtes Wetter Anfang August.

### Kriegsende
Am 27. August gehörte die Wilkes-Barre zu den ersten Schiffen, die in die Bucht von Tokyo einliefen. Sie sicherte die Einnahme der Marinebasis in Yokosuka. Am 9. September, sechs Tage nach der offiziellen Unterzeichnung der Kapitulation, war die Wilkes-Barre Flaggschiff der Flotte, die die U-Bootbasis in Tateyama einnahm. Bis Anfang November verblieb der Kreuzer in japanischen Gewässern und überwachte die Demilitarisierung mehrerer japanischer U-Bootbasen. Am 9. November lief er nach Korea, wo er am 13. November in Inchon eintraf. Am 16. November lief die Wilkes-Barre zusammen mit den Zerstörern Hart und Bell nach Tsingtao, um die Entwaffnung japanischer Truppen zu überwachen.

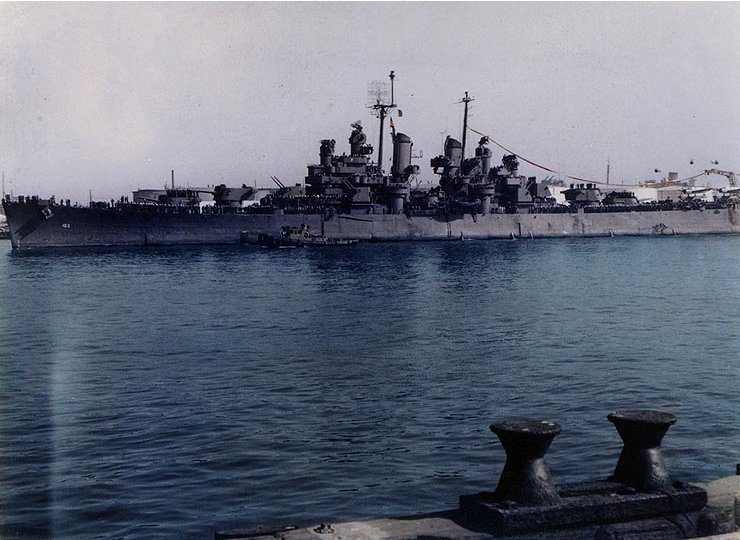
Die Wilkes-Barre vor Kalifornien, Januar 1946

Am 13. Januar 1946 setzte der Kreuzer Kurs auf die Vereinigten Staaten, über Pearl Harbor erreichte er Ende Januar San Pedro. Am 4. März verließ die Wilkes-Barre Kalifornien in Richtung US-Ostküste, der Panamakanal wurde zwischen dem 12. und 14. März durchquert, am 18. März lief sie in Philadelphia ein. Am 20. Oktober lief sie erneut aus, diesmal in Richtung Golf von Mexiko, wo sie am 27. Oktober in New Orleans eintraf, um an den Feierlichkeiten zum Navy Day teilzunehmen. Zusammen mit den Schwesterschiffen Dayton und Providence fand im Anschluss eine Übung in der Karibik statt, nach deren Abschluss lief die Wilkes-Barre am 13. Dezember in Norfolk ein. Am 17. Februar verließ der Kreuzer die US-Ostküste zu einer Fahrt nach Nordeuropa, am 27. Februar traf er in Plymouth ein. Im März und April operierte der Kreuzer bei den britischen Inseln, vor der Rückkehr in die Vereinigten Staaten erfolgte ein kurzer Besuch in Bergen in Norwegen.

### Außerdienststellung und Verbleib
Die Wilkes-Barre wurde am 9. Oktober 1947 im Philadelphia Navy Yard außer Dienst gestellt und der Atlantic Reserve Fleet überstellt. Bis zu ihrer Streichung aus den Schiffsregistern am 15. Januar 1971 verblieb der Kreuzer in der Inactive Ship Facility. Die Wilkes-Barre war der letzte leichte Kreuzer, der aus den Schiffsregistern der US-Marine gestrichen wurde. Auf der Fahrt zum Abwracken von Philadelphia nach Orange, Texas, lief das Schiff allerdings auf Grund. Daher wurde entschieden, die Fahrt nicht fortzusetzen, sondern den Rumpf nach Aufschwimmen für Versuche mit Unterwassersprengungen vor den Florida Keys zu verwenden. Am 12. Mai 1972 zerriss eine schwere Explosion den Rumpf in zwei Teile, das Heck sank innerhalb weniger Minuten. Das Vorderteil wurde am folgenden Tag durch eine weitere Sprengladung versenkt. Die Teile des Rumpfes liegen in etwa 44 bis 67 Metern Wassertiefe.